# Scopula bispurcata
Scopula bispurcata là một loài bướm đêm trong họ Geometridae.